# Ahome
Ahome /prema Buelni sami sebe zovu Jaomeme, 'where the man ran'. Naziv Ahome, kaže Hodge dolazi možda iz nahuatla atl =voda + ome =dva, odnosno dvije vode; ili je Vacoregue porijekla,/ pleme Indijanaca iz sjeverozapadne Sinaloe kod ušća Río Fuerte u zaljev Santa Maria. Ahome su opisani kao narod napredniji od drugih susjednih grupa zbog svoje monogamije. Neudate djevojke, da bi se razlikovale od onih drugih, oko vrata su nosile obješenu školjku do svoga vjenčanja. Istu bi na dan vjenčanja skidao tek mladoženja. 
U ranom 17. stoljeću Andrés Pérez de Ribas proveo je oko 15 godina među plemenima Ahome i Zuaque. Miroljubivi Ahome i veći dio ratobornih Zuaque|Zuaqua je pokršten, negdje do 1615. Oba plemena tada su imali oko 10.000 duša i svako svoju crkvu. Gradić Ahome danas čuva spomen na ovo pleme. 
Prema Swantonu ogranak su Guasava, šira grupa Taracahitian; Hodge kaže da govore dijalektom jezika vacoregue.

## Vanjske poveznice
- Mexican Indian Bands, Gens and Clans  Arhivirana inačica izvorne stranice od 7. ožujka 2008. (Wayback Machine)